# もりの小鳥
もりの 小鳥（もりの ことり、1998年2月18日 - ）は、日本の元AV女優。

## 略歴・人物
山梨県出身。趣味・特技は絵、音楽、動物好き。
2016年7月、SODクリエイトのレーベル「SODstar」の専属女優としてデビューした小柄で巨乳のロリ系AV女優。
2017年3月でSODクリエイト専属を離れ、同年7月からミニマム専属となるが、2作品に出演して以降の新作発売が一時途絶える。
2018年4月より新作の発売が再開。

## 出演作品

### アダルトDVD
2016年
- AV debut ―まっすぐに生きてきた。―（7月21日、SODクリエイト）
- はじめてのデカチン（8月18日、SODクリエイト）
- 一流女優が教えるエロ技! 男を悦ばせるスケベな腰つき騎乗位セックス（9月22日、SODクリエイト）共演:波多野結衣
- 初イカセ! 敏感痙攣絶頂セックス（10月20日、SODクリエイト）
- 最高にエッチで可愛いもりの小鳥がアナタの妹になってラブラブ近親相姦生活（11月23日、SODクリエイト）
- ボクだけの言いなり姪っ子女子高生（12月22日、SODクリエイト）

2017年
- いつでもどこでもヌイてくれる一家専用・新米ご奉仕メイド（1月19日、SODクリエイト）
- 性処理玩具Mペット 輪姦撮影会（2月16日、SODクリエイト）
- 超高級ソープ嬢（3月18日、SODクリエイト）
- 目の前に現れた小さな小鳥。 ミニマム電撃移籍。（7月19日、ミニマム）
- 校則を守れない生徒たち。 理不尽な三者面談。（8月13日、ミニマム）

2018年
- 色白華奢巨乳の彼女がDQNな先輩に寝取られ種付けプレスされていた。（4月25日、ダスッ!）
- 父親に犯され続ける娘の近親相姦映像（5月25日、I.B.WORKS）
- 両親の居ない日、僕は妹と精子が枯れるまで1日中ヤリまくった。（6月22日、TMA）
- 【奇跡】女子校生デリヘルを呼んだらオカズにしてた友達で強制生中出し!!（6月22日、BAZOOKA）他出演:香坂紗梨、枢木あおい、跡美しゅり
- きっとえろでつながってる。 えろキャン▲（7月27日、TMA）共演:枢木あおい、月本愛、あおいれな、白井ゆずか

### VR
2018年
- 選択肢長尺VR 性春プレーバック学園!! 選んだ部活で、何度も何度も甘酸っぱいセックスしよ!!（5月26日、KMPVR）
- ウブで恥ずかしがり屋のハニカミ恋人 148cmとイチャラブ キスで照れるのに最後はビクビク中出しSEX 恥じらいより快感が勝り感じる表情を隠せない 上目遣いフェラし「私の中小さいけど気持ちいい?」と紅潮し何度も顔を背けカラダを震わせる（6月9日、ブイワンVR）
- 密室エレベーターガールと夢叶い欲望の限りを尽くす立ちバック性交 妄想で突然乳を激しく揉むと「私もHがしたかった」驚くほど激勃起で腰周りをガッチリ掴んでのガン突きに泣くような喘ぎ声が響き 激ピストンでイキ果てる（6月23日、ブイワンVR）